# 国際手話
国際手話（こくさいしゅわ）は、国際補助語のひとつで、ろう者が国際交流を行う際に公式に用いるために作られた手話。各国の手話を元にした一種のピジン言語。世界ろう連盟やデフリンピックをはじめとするろう者の公的な国際交流の場や、他国への旅行・交流などのより私的な場でも意思疎通を図るために用いられる。当初、ジェストゥーノ（Gestuno：「身振り」と「一つ」という意味のイタリア語の造語）と呼ばれた。

## 歴史
国際的な手話がいつごろから使われ始めたかは定かではないが、ほとんどの国が陸続きである欧州では早くから聾者同士の交流が行われていた。正式に国際手話が取り上げられるようになったのは、1924年開催の世界ろう者競技大会（World Games for the Deaf：WGD、デフリンピックの前身）と1951年設立の世界ろう連盟(World Federation of the Deaf: WFD)である。国際手話は、世界各国から集う聾者がお互いに意思を疎通させることができるようにするために必要だったのである。
1951年に世界ろう連盟設立が行われた第1回世界ろう者会議(World Congress of the Deaf)において国際手話の必要性が議論された。この後、各種言語を母語にもつ代表団同士が話し合うためのピジンとして国際手話の形成がはじまり、1973年には世界ろう連盟の手話統一委員会(Commission of Unification of Signs)が標準化した語彙体系を発表した。統一委員会では様々な手話から最も理解しやすく誤解を与えない手話を選び、手話の習得が容易になるようにした。しかしながら、国際手話にはアメリカ手話とヨーロッパの各種手話の影響が明確に見られ、アフリカ・アジアの手話者には習得が難しい面もいなめない。
1970年代前半に委員会が出版した本『Gestuno: International Sign Language of the Deaf』には1500語の語彙表がついていた。名称「Gestuno」はイタリア語から取られ、「手話の統一」を意味するとされたが、この名称は後に国際手話(International Signs)という呼び方に取って代わられるようになった。
世界ろう連盟は、4年ごとに世界ろう者会議を開催しているが、開催の前の数日間に理事会が行われる。この理事会の会議では国際手話を公用言語としているため、通訳の機会がまったくなく、各国からの理事たちは国際手話を習得しておく必要がある。なお、会議資料は事前に加盟国に送付されるが、書記公用語としては英語である。以前はフランス語と英語であったが、翻訳上コストがかかるため英語だけになった。しかし、世界ろう者会議での会議言語は、開催国の手話と言語、国際手話と英語と決められているようである。ちなみに1991年にアジアで初めて東京で世界ろう者会議が開かれたが、その時の言語は、国際手話、英語、日本語、日本手話であった。ただ、参加者全員が国際手話に堪能であるとは限らず、ほとんどの場合、アメリカ手話で通じるようである。
国際手話の本が初めて刊行されたのは、イギリスろう協会。日本でも過去に全日本ろうあ連盟が発行している。聾者同士の国際交流が以前と比べて盛んになった現在、国際手話が進化の途をたどっている。そのため、国際手話の本が役に立たないという面もあることは仕方がないことである。
近年、ヨーロッパにおいて別の手話統一の動きが見られる。これはヨーロッパ統一の動きのなかでろう社会の交流が盛んになり、ヨーロッパ全体でのピジンまたはクレオール手話の形成が始まりつつある。国際手話の語彙と概念の影響を受けているものの、欧州での統一手話は、国際手話が人工言語であったの比して、むしろ自然発生的なものであり、いまだ初期段階にある。
言語学的からみて自然言語として考えにくいが、聾者同士が国際という場でコミュニケーションする場合きわめて有効であり、その積み重ねでますます進化していくのは間違いないだろう。
国際レベルの会議などでは、ほとんど国際手話通訳がつく。世界ろう者会議では国際手話通訳がついているのは、会議言語である英語が理解できず、また自国からみずから英語通訳者を同行することが困難な聾者のためである。日本でも国際手話で実施している研修プログラムが行われているが、ほとんど国際経験のある聾者が通訳をしている。

## 言語
国際手話には決まった文法は存在せず、国際手話は言語というよりはむしろ語彙であると見るべきだとするものもいる。話者は国際手話を話者の母語の文法に沿って使うこともある。文法的な決まりごとがたとえあったにせよ、それは非常に柔軟なものとなっている。ベーニス・ウォルの研究によれば、国際手話の話者は、比較的外国人に理解しやすいと思われる手話を選びながらではあるが、相当多くの語彙をその人自身の母語から使っている。
国際手話で意思疎通する人は、パントマイムとジェスチャーを多用する傾向にあるとされる。分類辞の拡張的用法といった、ほとんどの手話に共通の機能も多用される。ものごとの説明に分類辞を用いることにより、言語的な壁を乗り越えられる。また、手話者の国際的なコミュニケーションは、たとえ共通語を使わないでも、非手話者同士のそれよりも一般にうまく行えることが示されている。これはおそらく、ろう者がコミュニケーションの障害を乗り越えようとしてきた経験からくるもので、分類辞の利用がその主な要因になるとされている。
サム・スパラとウェッブは、国際手話をピジンの一種であるが「典型的なピジンより複雑であり完全な手話言語により近い」と述べている。